# Piero Drogo
Piero Drogo, italijanski dirkač Formule 1, * 8. avgust 1926, Vignale Monferrato, Alessandria, Italija, † 28. april 1973, Bologna, Italija.

## Življenjepis
V svoji karieri je nastopil le na domači in predzadnji dirki sezone 1960 za Veliko nagrado Italije, kjer je z dirkalnikom Cooper T43 manjšega moštva Scuderia Colonia zasedel osmo mesto z več kot petimi krogi zaostanka za zmagovalcem. Umrl je leta 1973.

## Popolni rezultati Formule 1
(legenda) (odebeljene dirke pomenijo najboljši štartni položaj, poševne pa najhitrejši krog, †-uvrščen kljub odstopu)
| Leto | Moštvo           | Šasija     | Motor             | 1   | 2   | 3   | 4   | 5   | 6   | 7  | 8   | 9     | 10  | Prv | Toč |
| ---- | ---------------- | ---------- | ----------------- | --- | --- | --- | --- | --- | --- | -- | --- | ----- | --- | --- | --- |
| 1960 | Scuderia Colonia | Cooper T43 | Climax Straight-4 | ARG | MON | 500 | NIZ | BEL | FRA | VB | POR | ITA 8 | ZDA | -   | 0   |